# Chlorure d'europium(II)
Le chlorure d'europium(II) ou dichlorure d'europium est un composé inorganique de formule EuCl2. Lorsqu'il est illuminé par une lumière ultraviolette, il a une fluorescence bleu vif.

## Préparation
Le dichlorure d'europium peut être préparé en réduisant du trichorure d'europium avec de l'hydrogène gazeux à haute température :
2 EuCl3 + H2 → 2 EuCl2 + 2 HCl
Si du trichlorure d'europium anhydre réagit avec du borohydrure de lithium dans du THF, il peut également former du dichlorure d'europium :
2 EuCl3 + 2 LiBH4 → 2 EuCl2 + 2 LiCl + H2↑ + B2H6↑

## Propriétés
Le dichlorure d'europium peut former des complexes d'ammoniac jaunes EuCl2•8NH3, et peut se dissoudre en EuCl2•NH3 jaunâtre pâle. Le dichlorure d'europium peut réagir avec l'hydrure d'europium (en) EuH2 sous 120 bar de H2, en formant EuClH (en) qui a une fluorescente verte.